# Björn Sigurðarson
Björn Róbert Sigurðarson (* 20. Januar 1994 in Reykjavík) ist ein isländischer Eishockeyspieler, der seit 2024 bei Skautafélag Hafnarfjörður in der isländischen Eishockeyliga spielt.

## Karriere
Björn Sigurðarson begann seine Karriere als Eishockeyspieler in seiner Geburtsstadt Reykjavík bei Skautafélag Reykjavíkur. 2009 wechselte er zu den Malmö Redhawks, für die er in der schwedischen J18-Elit und der J18-Allsvenskan auf dem Eis stand. Inmitten der Spielzeit 2010/11 kehrte er zu seinem Stammverein Skautafélag Reykjavíkur zurück. 2012 wechselte er zu Copenhagen Hockey. Für das dänische Hauptstadtteam spielte er in der zweithöchsten dänischen Liga, wurde aber auch in der U20-Liga eingesetzt. Nach einem Jahr dort zog es ihn über den Großen Teich zu den Aberdeen Wings in die North American Hockey League. 2015 kehrte er nach Europa zurück und spielte zunächst für Imatran Ketterä in der Suomi-sarja, der dritthöchsten finnischen Spielklasse. Seit Januar 2016 steht er beim UMFK Esja in der isländischen Eishockeyliga auf dem Eis. 2017 trug er als Topscorer, Torschützenkönig und bester Vorbereiter zum Meistertitel des Klubs bei. 2018 beendete er vorerst seine Karriere. 2021/22 spielte er erneut für Skautafélag Reykjavíkur, wo er von 2022 bis 2024 Trainerassistent war. Seit 2024 spielt er bei der Neugründung Skautafélag Hafnarfjörður.

### International
Björn Sigurðarson spielte bereits als Jugendlicher für Island. Er nahm an der Division III der U18-Weltmeisterschaften 2009, als seine 10 Tore maßgeblich zum Aufstieg in die Division II beitrugen, und 2011, als erneut der Aufstieg gelang und Björn Sigurðarson als bester Torschütze und Scorer ausgezeichnet wurde und die beste Plus/Minus-Bilanz des Turniers aufwies, sowie den Division-II-Turnieren der U18-Weltmeisterschaften 2010 und 2012, wo er die meisten Torvorlagen lieferte, teil. Für die U20 stand er sogar bei fünf WM-Turnieren auf dem Eis: Neben den Division-III-Turnieren 2010 und 2012, die jeweils mit dem Aufstieg der Nordländer endeten, spielte er auch bei den Division-II-Turnieren 2011, 2013 und 2014. 2013 und 2014 wurde er als bester Spieler seines Teams ausgezeichnet. 2012 und 2022 erreichte er die beste Bullybilanz des Turniers.
Für die Herren-Nationalmannschaft spielte Björn Sigurðarson in der Division II bei den Weltmeisterschaften 2012, 2013, 2015, als er zum besten Stürmer des Turniers gewählt wurde, 2016 und 2022, als er mit den meisten Torvorlagen und der besten Bullybilanz des Turniers maßgeblich zum Aufstieg der Isländer von der B- in die A-Gruppe der Division beitrug. Zudem vertrat er seine Farben bei der Olympiaqualifikation für die Winterspiele in Pyeongchang 2018.

## Erfolge und Auszeichnungen
- 2009: Aufstieg in die Division II bei der U18-Weltmeisterschaft der Division III, Gruppe B
- 2010: Aufstieg in die Division II bei der U20-Weltmeisterschaft der Division III
- 2011: Aufstieg in die Division II bei der U18-Weltmeisterschaft der Division III, Gruppe B
- 2011: Topscorer, Torschützenkönig und beste Plus/Minus-Bilanz bei der U-20-Weltmeisterschaft, Division III, Gruppe B
- 2012: Aufstieg in die Division II bei der U20-Weltmeisterschaft der Division III
- 2012: Meiste Torvorlagen bei der U18-Weltmeisterschaft der Division II, Gruppe B
- 2015: Bester Stürmer bei der Weltmeisterschaft der Division II, Gruppe A
- 2017: Isländischer Meister mit dem UMFK Esja
- 2017: Topscorer, Torschützenkönig und bester Vorbereiter der isländischen Eishockeyliga
- 2022: Aufstieg in die Division II, Gruppe A, bei der Weltmeisterschaft der Division II, Gruppe B
- 2022: Meiste Torvorlagen bei der Weltmeisterschaft der Division II, Gruppe B